# Neutrino

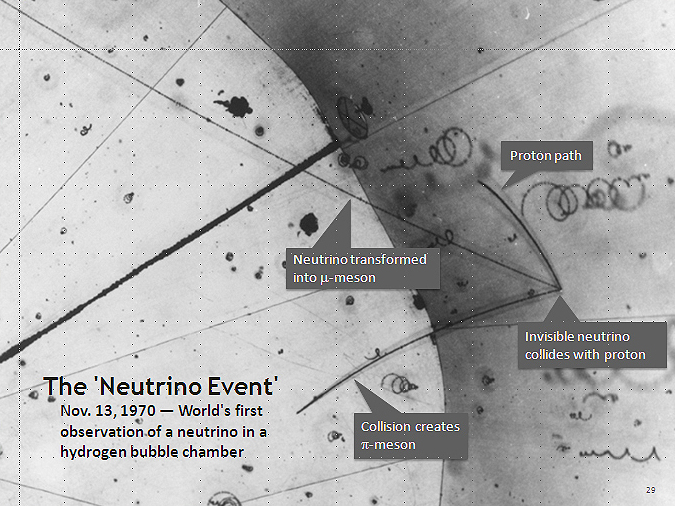
Den första observationen av en neutrino i en bubbelkammare (1970). En neutrino kommer från höger, träffar en proton, och tre laddade partiklar lämnar spår. En myon uppstår och lämnar det långa spåret till det övre vänstra hörnet; protonen lämnar det korta spåret snett uppåt; det tredje spåret är en pimeson som skapats i kollisionen.

Neutrinon är en elementarpartikel som tillhör familjen leptoner och saknar elektrisk laddning. Den har halvtaligt spinn ({\displaystyle {\begin{matrix}{\frac {1}{2}}\hbar \end{matrix}}}) och är därför även en fermion. Neutrinon är universums mest (i antal) förekommande partikel. Neutrinon påvisades experimentellt 1956, vilket senare gav de amerikanska fysikerna Martin L. Perl och Frederick Reines nobelpriset i fysik 1995.

## Historik
Neutrinon förutsades teoretiskt 1931 av Wolfgang Pauli som en hypotetisk partikel, som måste skapas i betasönderfall för att bevara energi och rörelsemängd. Neutrinon påvisades experimentellt 1956, vilket gav de amerikanska fysikerna Martin L. Perl och Frederick Reines nobelpriset i fysik 1995. Namnet neutrino föreslogs av Edoardo Amaldi i samtal med Enrico Fermi som ett skämtsamt diminutiv av det italienska ordet neutrone - och betyder alltså ungefär "lill-neutron".

## Förekomst och ursprung
Neutriner förekommer till exempel i neutrinostrålningen från kärnreaktionerna i solen och i kosmisk strålning. De skapas också i vanligt betasönderfall, där en neutron sönderfaller till en proton, en elektron och en antielektronneutrino. Energin hos dessa neutriner varierar från källor som bakgrundsstrålningens på 100 μeV, solens runt 100 keV, naturligt radioaktiva sönderfalls på 1 MeV, supernovors och kärnreaktorers runt 10 MeV, till kosmisk strålnings i atmosfären och aktiva galaxkärnors och supernovaresters uppåt TeV – PeV.

### Skapelserelikt
Man antar att det borde finnas en bakgrund av lågenergineutriner i vårt universum, lik den kosmiska bakgrundsstrålningen av fotoner. Under 1980-talet föreslogs att dessa kan vara en förklaring till mörk materia, som förefaller finnas i kosmos. Eftersom neutriner rör sig med hastigheter i närheten av ljushastigheten skulle de utgöra den del som kallas ”het mörk materia”. Det skulle försvåra deras tänkta roll att kunna skapa stora galaktiska strukturer i universum. Utifrån kosmologiska argument beräknas reliktbakgrunden av neutriner och antineutriner ha densiteten 113 partiklar av respektive typ per kubikcentimeter och temperaturen 1,95 K (1,7 × 10-4 eV), om de ses som masslösa och konstant relativistiska. Med vilomassor skilda från noll är en beskrivning i termer av temperatur mindre lyckad.

## Aromer
Det finns tre kända typer, aromer, av neutriner, en för varje leptonfamilj i standardmodellen (se tabellen): elektronneutrinon νe, myonneutrinon νμ och tauneutrinon ντ.

## Massa
Tidigare trodde man att neutrinerna var masslösa på samma sätt som fotonen och rörde sig med ljusets hastighet. Genom upptäckten av neutrinooscillationer mellan aromerna vet man nu att de har en massa som visserligen är mycket liten, men som inte kan vara noll. Nobelpriset i fysik 2015 tilldelades Takaaki Kajita och Arthur McDonald för denna upptäckt. Siffrorna i tabellen är de experimentellt bestämda övre gränserna för dessa massor uttryckta i eV/c2.

## Hastighet
Frågan om neutriners hastighet är nära knuten till deras vilomassa. Enligt relativitetsteorin skulle neutriner, om de vore masslösa, färdas i ljusets hastighet i vakuum. Om de bär en massa kan de däremot inte uppnå ljusets hastighet.
En del teoretiker föreslog att neutrinon skulle kunna ha en takyon-natur, det vill säga färdas fortare än ljuset, medan andra ifrågasatte denna möjlighet.
I början av 1980-talet gjordes de första mätningarna av neutriners hastighet med pulsade pimesonstrålar (från pulsade protonstrålar som fått träffa ett mål). Pionerna föll sönder och producerade neutriner, vilkas interna växelverkan observerades inom ett tidsfönster med en detektor på avstånd som rimmade med ljusets hastighet, "c". Denna mätning upprepades av projektet MINOS vid Fermilab, som i sina första resultat fann hastigheten hos 3 GeV myonneutriner vara 1,000051(29) c. Detta värde var högre än ljusets hastighet, men osäkerheten var stor nog för att resultatet inte kunde anses annat än statistiskt konsistent med neutriner som färdas med ljusets hastighet. Mätningen satte en övre gräns för massan hos myonneutrinon på 50 MeV med 99 % konfidensintervall. Nyare resultat som kom 2012 visade att hastigheten inte var över ljusets.
Samma iakttagelse gjordes i något större skala, med supernovan 1987A (SN 1987A). 10-MeV neutriner från supernovan upptäcktes inom ett tidsfönster som var förenligt med en ljushastigheten för neutrinerna. Hittills har frågan om neutrinomassor inte kunnat avgöras genom mätning av neutrinohastigheten.
I september 2011 offentliggjorde OPERA-experimentet, ett samarbete mellan CERN och Gran Sasso laboratoriet, en rapport som pekade på att neutriner med energierna 17 GeV och 28 GeV färdas i hastigheter som överskrider ljushastigheten. 
Detta resultat var mycket kontroversiellt och möttes av stor skepsis av forskarvärlden eftersom det stred mot relativitetsteorin och andra experiment utförda med neutriner. Exempelvis hade färdtiden för fotoner och neutriner från supernovan SN 1987A visats stämma överens till cirka 1 del på 450 miljoner, där denna skillnad även inbegriper att ljuset hindrats på sin väg ut ur stjärnan i början av sin resa. Om neutriner från SN 1987A hade färdats så fort som OPERA-projektet påstod, skulle de ha kommit till jorden flera år före fotonerna. Neutrinerna från supernovan hade dock flera storleksordningar lägre energi än de som användes i OPERA-experimentet.
I mars 2012 utfärdade CERN ett pressmeddelande, enligt vilket ICARUS-experimentet vid Gran Sasso inte kunnat påvisa att neutriner kan röra sig snabbare än ljuset. Den 8 juni 2012 förklarade CERN:s forskningschef Sergio Bertolucci på uppdrag av fyra Gran Sasso-team, däribland OPERA, att neutriners hastighet är konsistent med ljusets. Pressmeddelandet, utsänt vid den 25:e Internationella konferensen om Neutrinofysik och Astrofysik i Kyoto, sade att de ursprungliga OPERA-resultaten var felaktiga på grund av att utrustning gått sönder.
Den 12 juli 2012 uppdaterade OPERA sin rapport genom att inkludera nya källor till fel i sina beräkningar. De fann att neutrinons hastighet överensstämmer med ljusets hastighet.

## Växelverkan
Eftersom neutrinerna saknar elektrisk laddning, interagerar de endast med övriga partiklar genom gravitationen och den svaga växelverkan. Denna mycket svaga växelverkan med övrig materia betyder att de nästan obehindrat passerar genom denna och gör neutrinerna svåra att upptäcka och studera. De flesta neutriner som passerar genom jorden kommer från solen. Flödet är cirka 65 miljarder solneutriner i sekunden genom varje kvadratcentimeter vinkelrät mot riktningen till solen. Man har beräknat att det skulle kräva ett ljusår tjockt block av bly för att stoppa hälften av de neutriner som träffar blocket[källa behövs].